# Ludovic Auger
Ludovic Auger (Joigny, Yonne, 17 de febrer de 1971) va ser un ciclista francès, professional des del 1994 fins al 2007. En el seu palmarès destaca la Le Samyn de 1998 i el Tour de Normandia de 2000.
El seu germà petit Guillaume també fou ciclista professional.

## Palmarès
- 1993
  - 1r al Gran Premi dels Flandes francesos
- 1997
  - Vencedor d'una etapa del Cursa de la Solidaritat Olímpica
- 1998
  - 1r a Le Samyn
- 2000
  - 1r al Tour de Normandia
- 2004
  - 1r al Tour de la Manche i vencedor d'una etapa

### Resultats al Tour de França
- 1997. No surt (18a etapa)
- 1998. No surt (2a etapa)
- 1999. 111è de la classificació general
- 2001. 133è de la classificació general

### Resultats a la Volta a Espanya
- 2005. Abandona